# بسام التلهوني
بسام سمير شحادة التلهوني (مواليد 1964 في عمان) محامٍ وسياسي وأكاديمي ووزير أردني ولد في عمان. شغل منصب وزير العدل في حكومة بشر الخصاونة منذ 12 أكتوبر 2020 وحتى 28 فبراير 2021. وشغل منصب مراقب عام الشركات في وزارة الصناعة والتجارة. كما شغل عددا من المناصب الأكاديمية حيث كان عضو في مجلس الجامعة الأردنية وعضو في كلية الحقوق وعميد مساعد لكلية الحقوق وأستاذ مساعد في كلية الحقوق في الجامعة الأردنية.وهو عضو سابق في مجلس الأعيان.
كما أنه خبير في حقوق الملكية الفكرية. وقام بإعداد نصائح لمنظمات محلية ودولية مختلفة حول الملكية الفكرية والشؤون التجارية الأخرى. وأشرف على العديد من رسائل الماجستير وكذلك أبحاث القضاة كشرط مسبق للتخرج من المعهد القضائي.
في 12 نوفيمبر 2020 تم تكليفه بإدارة وزارة الداخلية خلفا لـ توفيق الحلالمة. حيث كان الحلالمة قد تقدم باستقالته من منصبه أثر المخالفات التي تلت أنتخابات المجلس النيابي التاسع عشر من مظاهر احتفال وشغب وحمل المواطنين للسلاح.

## التعليم
حصل على درجة البكالوريوس ودرجة الماجستير في القانون من الجامعة الأردنية. في عام 1997 حصل على درجة الدكتوراه في القانون من جامعة إدنبره.

## المناصب التي شغلها
- وزير العدل سابقا [5]
- عضو في مجلس الاعيان.
- وزيراً مُكلّفاً للتربية والتعليم
- وزيراً مُكلّفاً للتعليم العالي والبحث العلمي.
- رئيس مجلس أمناء جامعة الحسين التقنية.
- وزير العدل للفترة 2013-2016.
- محامياً لمدة تزيد عن عشرين عاماً.
- مستشاراً قانونياً للعديد من المنظمات الدولية والخاصة.
- أستاذ القانون في كلية الحقوق بالجامعة الأردنية.
- رئيس المركز الوطني للملكية الفكرية.
- مراقب عام الشركات في وزارة الصناعة والتجارة 2010-2012